# Stephan Vuckovic
Stephan Vuckovic (ur. 22 czerwca 1972 w Reutlingen) – niemiecki triathlonista, srebrny medalista olimpijski.
W 2000 roku wystąpił na igrzyskach olimpijskich w Sydney. W zawodach mężczyzn zdobył srebrny medal olimpijski. W konkurencji tej zajął 33. miejsce w pływaniu, 14. w wyścigu kolarskim i 2. w biegu, co dało mu 2. miejsce w końcowej klasyfikacji.
W latach 1992–2004 dziesięciokrotnie uczestniczył w mistrzostwach świata w triathlonie. Najlepszy rezultat osiągnął w 1995 roku w Cancún, kiedy był szesnasty. Startował także w mistrzostwach Europy. W 1997 roku zdobył srebrny medal tej imprezy, zajmując drugie miejsce w mistrzostwach na krótkim dystansie.